# Greta Scarano
Greta Scarano (Roma, 27 agosto 1986) è un'attrice e regista italiana.

## Biografia
Frequenta per diversi anni un corso presso la scuola di teatro "Talia". In seguito studia batteria e percussioni, per tre anni, presso la scuola "Timba" e canto presso la scuola "Musica e Arte". Tra il 2003 e il 2004 riprende lo studio della recitazione all'Istituto "Corner" in Alabama, dove frequenta la high school del luogo e lavora in teatro. Tornata a Roma, consegue la maturità classica e si iscrive alla facoltà di scienze politiche dell'Università degli studi Roma Tre. Inoltre frequenta un corso di recitazione presso la scuola di teatro "Ettore Petrolini", diretto da Claudio Carafoli.
Dopo aver recitato in teatro in Italia e negli Stati Uniti, aver girato alcuni videoclip e cortometraggi, partecipa alla soap opera Un posto al sole, dove per un paio d'anni interpreta il ruolo di Sabrina Guarini. Inoltre è protagonista dello spot pubblicitario della Bertolli. Nel 2008 appare nel primo episodio della quarta stagione della serie televisiva R.I.S. - Delitti imperfetti, nel ruolo di Giada Maccese, la prima vittima del mostro delle diciottenni. Nello stesso anno è una delle protagoniste femminili di Romanzo criminale - La serie, in cui interpreta il ruolo di Angelina.
Nel 2011 interpreta Susanna Gargione nella serie I liceali, diretta da Francesco Miccichè. Inoltre è la protagonista femminile del film Qualche nuvola di Saverio Di Biagio, presentato alla 68ª Mostra internazionale d'arte cinematografica di Venezia nella sezione "Controcampo italiano". Sempre nello stesso anno prende parte alla seconda stagione di R.I.S. Roma - Delitti imperfetti, nei panni di Giordana Ravelli. Nel 2012 interpreta il ruolo dell'ispettore Francesca Leoni nella quarta stagione di Squadra antimafia - Palermo oggi. Nel 2014 è protagonista al cinema, assieme a Pierfrancesco Favino, di Senza nessuna pietà, opera prima di Michele Alhaique presentata nella sezione "Orizzonti" della 71ª Mostra internazionale d'arte cinematografica di Venezia.
Nel 2015 interpreta Viola nel secondo film di Stefano Sollima, Suburra, che nel 2016 le fa aggiudicare il Nastro d'argento come migliore attrice non protagonista e un Ciak d'oro come rivelazione dell'anno. Nello stesso anno esce di scena da Squadra antimafia - Palermo oggi alla settima stagione. Inoltre prende parte alla seconda stagione di In Treatment, con Sergio Castellitto, in cui interpreta il ruolo di Elisa, una giovane studentessa universitaria malata di cancro.
Nel 2016 partecipa al film La verità sta in cielo di Roberto Faenza, basato sulla sparizione di Emanuela Orlandi, in cui recita il ruolo di Sabrina Minardi, amante di Enrico De Pedis. Nel febbraio 2017 esce al cinema Smetto quando voglio - Masterclass di Sydney Sibilia, secondo capitolo della trilogia cinematografica. Per questi ultimi due film viene candidata ai Nastri d'argento 2017 come migliore attrice protagonista. Nel luglio dello stesso anno viene annunciata la sua partecipazione come membro della giuria per il premio "Opera Prima Luigi de Laurentiis", in occasione della 74ª Mostra internazionale d'arte cinematografica di Venezia.
Nel 2018 è nel cast della serie La linea verticale per la quale riceve il premio Flaiano alla migliore interpretazione femminile, e interpreta Emanuela Loi ne La scorta di Borsellino, episodio della serie antologica Liberi sognatori. L'anno seguente è protagonista di due miniserie: Non mentire, al fianco di Alessandro Preziosi, e Il nome della rosa.
Nel 2021 interpreta Ilary Blasi nella miniserie televisiva Speravo de morì prima, ispirata alla carriera di Francesco Totti e in cui affianca il protagonista Pietro Castellitto; tra quell'anno e il 2022 è protagonista di altre due miniserie, Chiamami ancora amore e Circeo, quest'ultima inerente all'omonimo massacro. Nel 2025 esce il suo primo film da regista e sceneggiatrice, La vita da grandi, interpretato da Matilda De Angelis.

### Vita privata
È stata legata sentimentalmente al collega Michele Alhaique, conosciuto sul set del film Qualche nuvola. Dal 2019 ha una relazione con il regista Sydney Sibilia; la coppia si è sposata nel 2021.

## Filmografia

### Attrice

#### Cinema
- Qualche nuvola, regia di Saverio Di Biagio (2011)
- Senza nessuna pietà, regia di Michele Alhaique (2014)
- Suburra, regia di Stefano Sollima (2015)
- La verità sta in cielo, regia di Roberto Faenza (2016)
- Io si tu no, regia di Sydney Sibilia (2017) – cortometraggio
- Smetto quando voglio - Masterclass, regia di Sydney Sibilia (2017)
- Diva!, regia di Francesco Patierno (2017)
- Smetto quando voglio - Ad honorem, regia di Sydney Sibilia (2017)
- Still Dance, regia di Alessandro Sampaoli – cortometraggio (2017)
- The App, regia di Elisa Fuksas (2019)
- Supereroi, regia di Paolo Genovese (2021)
- La cena perfetta, regia di Davide Minnella (2022)
- I migliori giorni, regia di Massimiliano Bruno ed Edoardo Leo (2023)
- Nuovo Olimpo , regia di Ferzan Özpetek (2023)

#### Televisione
- Un posto al sole – soap opera (2007-2009)
- R.I.S. - Delitti imperfetti – serie TV, episodio 4x01 (2008)
- Don Matteo – serie TV, episodio 6x24 (2008)
- Romanzo criminale - La serie – serie TV, 17 episodi (2008-2010)
- Distretto di Polizia – serie TV, episodio 9x12 (2009)
- I liceali – serie TV, 8 episodi (2011)
- R.I.S. Roma - Delitti imperfetti – serie TV (2011-2012)
- Squadra antimafia - Palermo oggi – serie TV, 33 episodi (2012-2015)
- L'ultimo papa re, regia di Luca Manfredi – miniserie TV (2013)
- In Treatment – serie TV, 7 episodi (2014)
- La linea verticale – serie TV, 8 episodi (2018)
- Liberi sognatori – serie TV, episodio 1x03 (2018)
- Non mentire, regia di Gianluca Maria Tavarelli – miniserie TV (2019)
- Il nome della rosa (The Name of the Rose), regia di Giacomo Battiato – miniserie TV, 7 puntate (2019)
- Il commissario Montalbano – serie TV, episodio 15x01 (2021)
- Speravo de morì prima, regia di Luca Ribuoli – miniserie TV, 6 puntate (2021)
- Chiamami ancora amore, regia di Gianluca Maria Tavarelli – miniserie TV, 6 puntate (2021)
- Circeo, regia di Andrea Molaioli – miniserie TV, 6 puntate (2022)

### Regista e sceneggiatrice
- La vita da grandi (2025)

## Videoclip
- Marta – SO:HO (2007)
- Giulia – Nevio (2007)
- Il giorno della festa – Dieciunitasonanti (2013)
- Dimentichiamoci – Bungaro feat. Paola Cortellesi (2013)

## Spot pubblicitari
- Bertolli (2007)

## Riconoscimenti
- Nastro d'argento
  - 2015 – Premio Guglielmo Biraghi per Senza nessuna pietà
  - 2016 – Migliore attrice non protagonista per Suburra
  - 2025 – Miglior regista esordiente per La vita da grandi
- Ciak d'oro
  - 2016 – Rivelazione dell'anno per Suburra
- Medaglie d'oro del cinema
  - 2014 – Promessa del cinema italiano per Senza nessuna pietà